# Rothenburg (Lucerna)
Rothenburg é uma comuna da Suíça, no Cantão Lucerna, com cerca de 6.831 habitantes. Estende-se por uma área de 15,50 km², de densidade populacional de 441 hab/km². Confina com as seguintes comunas: Emmen, Eschenbach, Neuenkirch, Rain.
A língua oficial nesta comuna é o Alemão.